# Adílson Luís Anastácio
Adílson Luís Anastácio (Igarapava, 10 gennaio 1959) è un ex calciatore brasiliano, di ruolo attaccante.

## Carriera
È principalmente noto per la propria militanza in Japan Soccer League, a cui approdò sul finire della carriera dopo aver militato in squadre di primo piano come il Ponte Preta e il Corinthians. Militò per tre stagioni nello Yamaha Motors ottenendo, nella stagione 1987-1988, l'inclusione nel miglior undici della Japan Soccer League e, nella stagione successiva, il titolo di capocannoniere del campionato.

## Palmarès

### Club
- Japan Soccer League: 1

1987-1988

### Individuale
- Capocannoniere della Japan Soccer League: 1 volta[2]
- Incluso nella Best XI del campionato: 1 volta[1]